# Ablon-sur-Seine
Ablon-sur-Seine es una comuna francesa situada en el departamento de Valle del Marne, de la región de Isla de Francia.
Los habitantes se llaman Ablonais, Ablonaises.

## Geografía

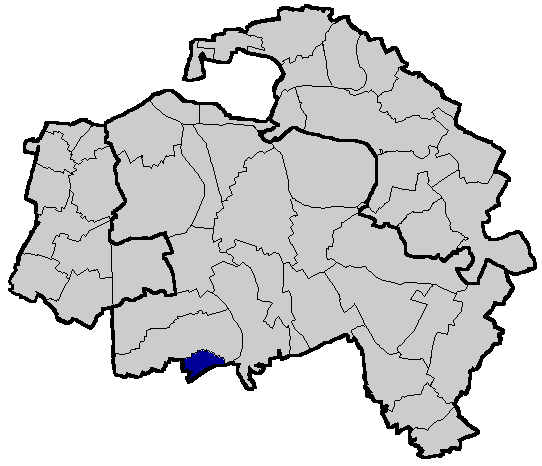
Localización de Ablon-sur-Seine en Valle del Marne.

Está ubicada a orillas del río Sena, en las afueras (banlieue en francés) sur de París, a 20 km de la capital francesa.
| Gráfica de evolución demográfica de Ablon-sur-Seine entre 2006 y 2018 |
|                                                                       |

Fuentes: INSEE.

## Transportes
La comuna dispone de una estación de la línea C del RER de la región parisina.

## Hermanamientos
- Neubiberg ( Alemania) desde el 19 de abril de 1975.
- Penkridge ( Reino Unido) desde el 18 de mayo de 1986.

## Personas relacionadas
- Alain Poher, alcalde de Ablon, presidente del Senado de 1968 a 1992 y presidente interino de la República en dos ocasiones (1969 y 1974).